# Agnese Pico
Agnese Pico (1303 – Mantova, 1340) è stata una nobile italiana.

## Biografia
Era la figlia del condottiero Francesco I Pico e di Beatrice da Sassuolo.
Il padre, vicario imperiale di Modena, venne rinchiuso da Rinaldo Bonacolsi nella rocca di Castellaro (MN) senza acqua né cibo assieme ai due figli Prendiparte e Tommasino e lasciato morire.

## Discendenza
Sposò in prime nozze Guido Gonzaga, capitano del popolo, di Mantova dal quale ebbe due figlie:
- Beatrice, sposa di Nicolò I d'Este
- Tommasina, sposa nel 1340 di Azzo da Correggio